# Diskoton
Diskoton a fost o casă de discuri importantă din Republica Socialistă Federativă Iugoslavia, care a avut sediul în Sarajevo, Republica Socialistă Bosnia și Herțegovina.  A fost cea mai mare editură de muzică din Sarajevo și din Republica Socialistă Bosnia și Herțegovina, în timpul fostei Iugoslavii. Compania Diskoton fost fondată în 1973 și, în toți cei 19 ani de existență, redactorul-șef a fost Slobodan Vujović.

## Istorie
Casa de discuri Diskoton a fost fondată în 1974, la îndemnul lui Asim Haverić, pe baza nucleului adunat în jurul redacției muzicale a Radio-Televiziunii din Sarajevo, pe valul tendinței economice și politice de descentralizare la modă în anii 1970, prin urmare, fiecare republică iugoslavă trebuia să aibă tot ce avea nevoie. Prima achiziție a companiei Diskoton a fost populara trupă în Sarajevo Indexi, care și-a reziliat contractul cu Jugoton și a înregistrat single-ul lor „Jedina moja / I tvoje će proći” cu Diskoton.
Primele echipamente ale Diskoton au fost mașinile automate franceze de presă Materiel Applications Plastiques (MAP) pentru fabricarea discurilor vinil de 7”. În primele luni de funcționare, din cauza personalului necalificat, o cantitate mare de PVC a fost irosită, deoarece mașinile au produs înregistrări defecte, care au fost apoi aruncate la gunoi. Diskoton a putut fabrica numai înregistrări de single-uri și EP-uri până la sfârșitul anului 1975, când au achiziționat echipament pentru fabricarea de înregistrări LP, precum și al casetelor audio. Începând cu anul 1980, Diskoton a început să folosească ocazional echipamentele de presare ale casei de discuri Jugoton, în timp a devenit aproape în întregime dependentă de echipamentele de presare ale casei de discuri PGP RTB, până la sfârșitul anilor 1980. 
Odată cu izbucnirea războiului în Bosnia și Herțegovina, compania a încetat să mai existe. Studioul a fost complet distrus împreună cu toate înregistrările originale, ceea ce înseamnă că majoritatea albumelor nu mai sunt disponibile la calitatea lor originală (în afară de puținele care au fost lansate în timpul scurt în care Diskoton a produs CD-uri înainte de a înceta efectiv să mai existe).

## Artiști
Casa de discuri Diskoton este remarcabilă pentru că a avut contracte semnate cu numeroase foste vedete eminente ale muzicii pop și rock iugoslave, precum și cu vedete ale muzicii populare. Printre artiștii care au semnat și au înregistrat cu Diskoton se numără următorii:
| - Amajlija - Ambasadori - Bajaga i Instruktori - Đorđe Balašević - Bele Višnje - Halid Bešlić - Bijelo Dugme - Goran Bregović - Zdravko Čolić - Arsen Dedić - Divlje Jagode - Raša Đelmaš - Haris Džinović - Osman Hadžić - Hari Mata Hari - Indexi - Jugosloveni - Lepa Brena | - Lutajuća Srca - Srđan Marjanović - Seid Memić - Merlin - Kemal Monteno - Hanka Paldum - Boban Petrović - Zoran Predin - Regina - Jadranka Stojaković - Miladin Šobić - Tifa Band - Neda Ukraden - Milić Vukašinović - Zabranjeno Pušenje - Zana - Mugdim Avdić (Henda) |

 Ca și alte foste case de discuri iugoslave, Diskoton a avut și o licență pentru lansarea de titluri străine pe piața iugoslavă, inclusiv vedete notabile ale muzicii de consum internaționale, cum ar fi: The Commodores, Marvin Gaye, Gonzalez, Roy Harper, John Holt, Diana Ross, Tavares, The Temptations, Stevie Wonder și alții.

## Concurență
Alte companii majore din fosta Republică Federală Socialistă a Iugoslaviei cu care a concurat au fost: PGP-RTB și Jugodisk din Belgrad; Jugoton și Suzy din Zagreb; ZKP RTLJ din Ljubljana, Sarajevo Disk din Sarajevo și altele.